# Floris van Oranje-Nassau, Van Vollenhoven
Z.H. Floris Frederik Martijn Prins van Oranje-Nassau, van Vollenhoven (Nijmegen, 10 april 1975) is de vierde zoon van prinses Margriet en prof. mr. Pieter van Vollenhoven. Hij is lid van de Nederlandse koninklijke familie maar niet van het Koninklijk Huis.
De prins wordt officieel aangeduid met Zijne Hoogheid Prins Floris van Oranje-Nassau, van Vollenhoven, maar in dagelijks spraakgebruik wordt hij kortweg Floris van Oranje of prins Floris genoemd.

## Opleiding en loopbaan
Prins Floris heeft Nederlands recht gestudeerd aan de Universiteit Leiden in zowel de bedrijfsrechtelijke als de strafrechtelijke afstudeervariant (afstudeerscriptie 2002: Van Zero Tolerance tot Gedogen, een vergelijking tussen New York en Amsterdam). Na een periode als parketsecretaris op het parket van de rechtbank te Amsterdam, werd hij in 2005 beleidssecretaris bij het Landelijk Parket.
In 2007 stapte Floris over naar het bedrijfsleven. Van februari 2007 tot september 2011 werkte hij bij ABN-AMRO (later Deutsche Bank), in zijn laatste rol als 'Sectorhoofd' in Rotterdam. In oktober 2011 werd hij directeur bij KPMG Corporate Finance. In 2014 volgde een overstap naar de investeringsmaatschappij Gimv, waar hij partner en hoofd Nederland werd.
Floris heeft in 2021 samen met Laurens Rosenmöller Delta Participaties opgericht, een investeringsmaatschappij gericht op duurzame groei voor de lange termijn.
Prins Floris is daarnaast bestuurslid bij Stichting het zeilschip Eendracht en de Richard Krajicek Foundation. Tevens is hij toezichthouder bij Fonds Slachtofferhulp en lid van de Raad van Beheer van het Kroondomein.

## Huwelijk en gezin
Prins Floris trouwde op 20 oktober 2005 in Naarden met Aimée Leonie Allegonde Marie Söhngen (Amsterdam, 18 oktober 1977), dochter van J.H.M. (Hans) Söhngen (1942-2015) en E.L.F.M. (Eleonoor) Söhngen-Stammeijer. Op 22 oktober 2005 vond de kerkelijke inzegening plaats in de Grote Kerk in Naarden.
Voor hun huwelijk werd aan het Nederlandse parlement geen toestemming gevraagd; hierdoor verloor prins Floris zijn recht op troonopvolging en zijn lidmaatschap van het Koninklijk Huis. De uit het huwelijk geboren kinderen dragen de achternaam Van Vollenhoven; zij bezitten geen adellijke titel en zijn geen lid van het Koninklijk Huis.
Het echtpaar heeft drie kinderen:
- Magali Margriet Eleonoor van Vollenhoven

- Eliane Sophia Carolina van Vollenhoven

- Willem Jan Johannes Pieter Floris van Vollenhoven